# كوني ألين
كوني ألين (بالإنجليزية: Connie Allen)‏ هي موسيقية أمريكية، ولدت في 1926، وتوفيت في 1991.

## وصلات خارجية
- كوني ألين على موقع ميوزك برينز (الإنجليزية)
- كوني ألين على موقع أول ميوزيك (الإنجليزية)
- كوني ألين على موقع ديسكوغز (الإنجليزية)